# 剑体

剑体

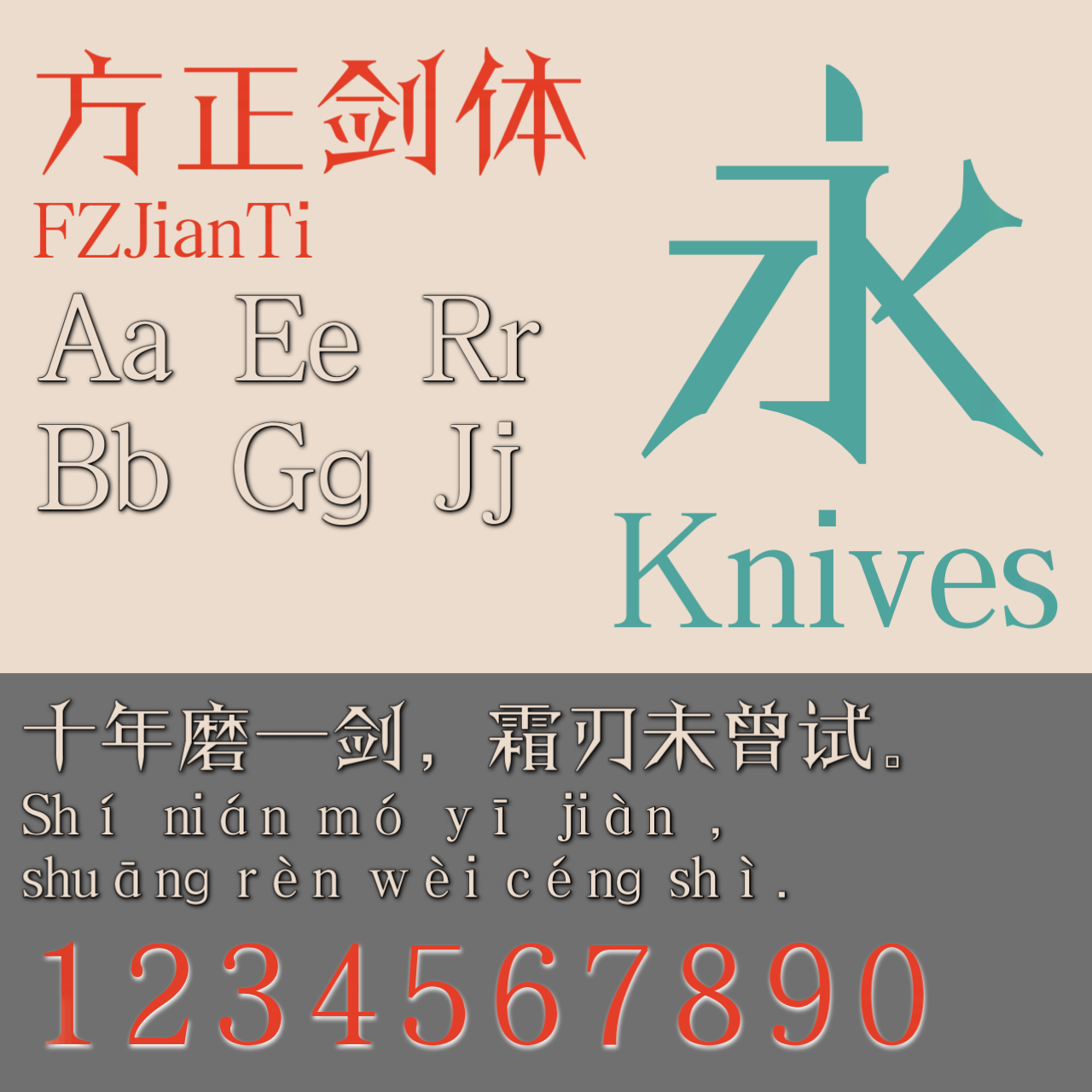
剑体样本

劍體是一款漢字美術字體，由中國字體設計師楊雁設計，並於2009年入圍方正字庫，成為一款標準化的計算機字體。目前只有基於GB2312的簡體版本。其特點是強化單字的獨立性，每一個字都可作為一個獨立的圖形存在，並為其賦予鋒利兵器的內涵。在風格上，均有較為堅硬的加鋒，豎畫如長劍、提畫如短刀，筆畫間穿插明顯，有如刀劍交鋒。
現在劍體已應用於平面設計、廣告等領域。特別是應用於動作遊戲、格鬥遊戲等強刺激性網絡遊戲中。